# Medea (Euripide)
Medea (in greco antico: Μήδεια?, Mḕdeia) è una tragedia di Euripide, andata in scena per la prima volta ad Atene alle Grandi Dionisie del 431 a.C. La tetralogia tragica di cui faceva parte comprendeva anche le tragedie perdute Filottete e Ditti ed il dramma satiresco I mietitori. Benché l'opera sia considerata uno dei capolavori di Euripide, si classificò soltanto al terzo posto, dietro due opere di Euforione (figlio di Eschilo), vincitore, e di Sofocle, secondo classificato, i cui titoli non ci sono stati tramandati.

## Trama
Dopo aver aiutato il marito Giasone e gli Argonauti a conquistare il vello d’oro, Medea si è trasferita per vivere a Corinto insieme al consorte ed ai due figli, abbandonando il padre per seguire l'amore. Dopo alcuni anni, però, Giasone decide di ripudiare Medea per sposare Glauce, la figlia di Creonte, re di Corinto. Questo infatti gli darebbe diritto di successione al trono.
La donna si lamenta col coro delle donne corinzie in modo disperato e furioso, scagliando maledizioni sulla casa reale, tanto che il re Creonte, sospettando una possibile vendetta, le intima di lasciare la città. Tuttavia, nascondendo con abilità i propri sentimenti, Medea resta ancora un giorno, necessario per poter attuare il proprio piano. Essa rinfaccia a Giasone tutta la sua ipocrisia e la mancanza di coraggio, ma l'uomo sa opporre solo banali ragioni di convenienza.
Di fronte all'indifferenza del marito, la donna attua la sua vendetta. Per prima cosa ottiene dal re di Atene Egeo (di passaggio per Corinto) la promessa di ospitarla nella propria città, offrendo le proprie arti magiche per dargli un figlio; poi, fingendosi rassegnata, manda in dono alla futura sposa di Giasone una tiara e una veste avvelenata. La ragazza, indossati i doni, muore tra atroci tormenti, bruciata da un rivolo di fuoco che si propaga dalla tiara e scarnificata dalla veste stessa; la stessa sorte tocca a Creonte, accorso per aiutarla. Tale scena viene raccontata da un messaggero. Medea poi uccide con un pugnale i suoi due figli mentre dormono. Euripide non rappresenta la scena ma adopera un elissi: Medea entra nella cameretta e poi esce con il pugnale insanguinato. 
A questo punto Giasone accorre per tentare di salvare almeno la propria prole, ma Medea appare sul carro alato del dio Sole, mostrando i cadaveri dei figli che ella stessa, seppur straziata nel cuore, ha ucciso, privando così Giasone di una discendenza. Alla fine la donna vola verso Atene, lasciando il marito a maledirla, distrutto dal dolore.

## Commento
Euripide fu uno dei primi a mettere in scena la parte del mito di Medea riguardante il suo soggiorno a Corinto. Lo aveva già fatto, probabilmente pochi anni prima, il tragediografo Neofrone, anch'egli autore di una Medea, ma gli studiosi tendono a negare (anche in base ai frammenti conosciuti) che l'opera di Euripide sia direttamente ispirata ad essa, nonostante vi siano affinità.
La tragedia è essenzialmente incentrata sugli uomini, lasciando da parte gli dèi, i quali non intervengono mai, tanto da spingere Giasone, verso la fine della vicenda, ad inveire contro di essi, accusandoli, ma senza risposta, di non aver impedito la triste sorte dei suoi figli. Euripide giudica colpevole non solo Medea, esecutrice materiale dei delitti (in particolare quelli dei figli), ma anche Giasone, reo di aver ingannato la protagonista per un "letto migliore".

### I personaggi

#### Medea
Domina l'opera la straripante, incontrastata personalità di Medea, indubbiamente uno dei più grandi personaggi di Euripide. Fortemente emotiva e passionale, la donna esibisce un'ampia gamma di stati d'animo, che culminano negli omicidi della giovane sposa di Giasone e dei propri figli: atti caratterizzati sì da grande ferocia, ma non privi di dubbi e di tentazioni di desistere, talvolta manifestati nell'ambito della stessa scena, in un continuo alternarsi di propositi omicidi e di pentimenti.
Gli aspetti del personaggio sono insomma tanti e tali che Medea può essere vista come vittima di pulsioni interne incontrollabili, o anche come moglie così addolorata per l'abbandono del marito da arrivare a perdere ogni raziocinio. La grandezza del personaggio sta proprio nell'essere assai complesso, in una continua lotta tra la razionalità e le passioni. È la prima volta nel teatro greco (almeno per le opere note) in cui protagonista è la passione di una donna, una passione femminile violenta e feroce che rende Medea una donna debole e imponente allo stesso tempo. Forte perché padrona della sua vita e non disposta a piegarsi davanti a nessuno, e al tempo stesso debole perché sola, disperata ed intenzionata a distruggere tutto quello che rappresenta il suo passato.

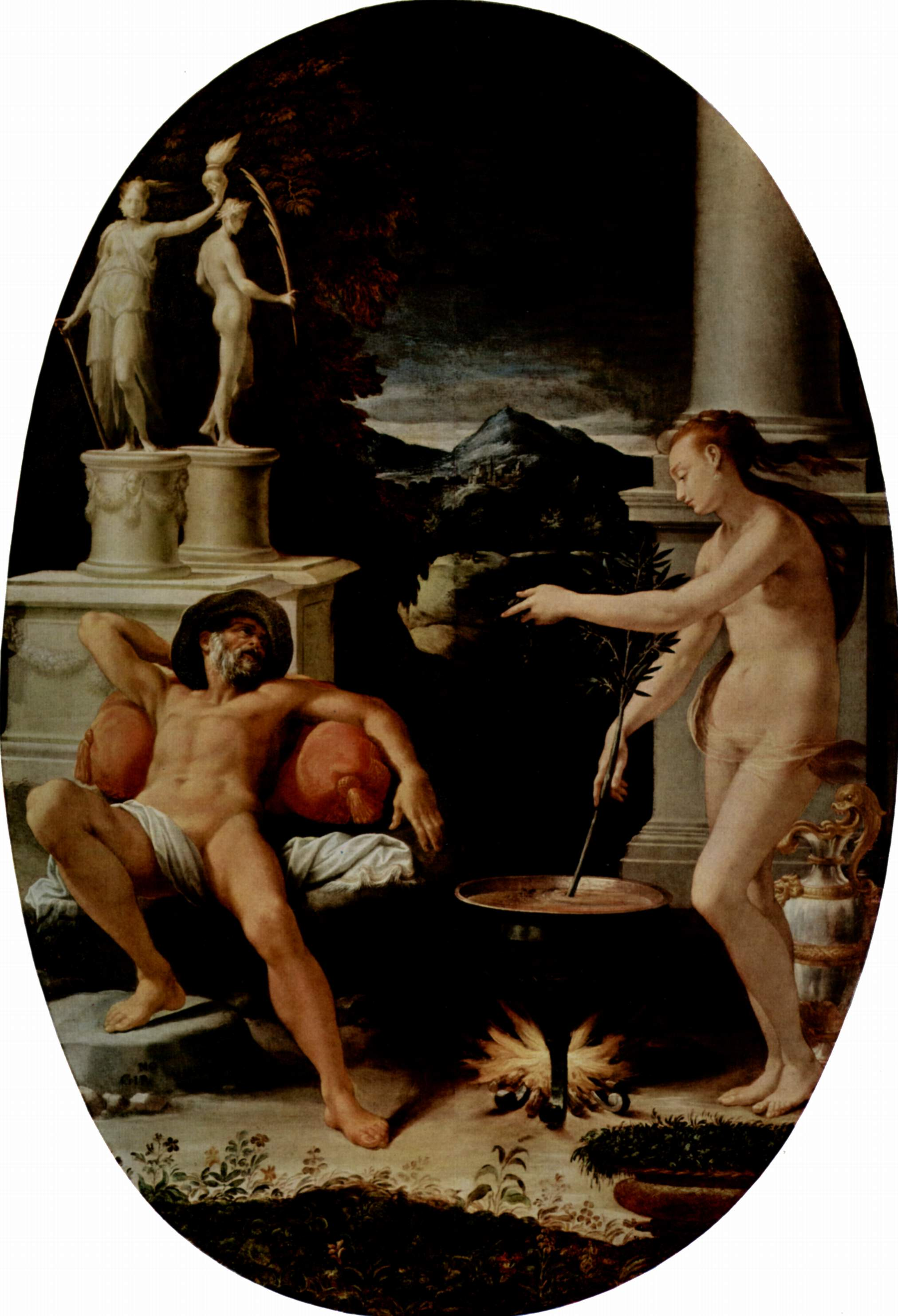
Girolamo Macchietti, Medea ringiovanisce Esone, 1570-1573, Palazzo Vecchio, Firenze

Se, di solito, la tragedia classica presenta due personaggi in conflitto (per esempio Creonte e Antigone, oppure Oreste e Clitennestra), ciascuno portatore di un ben preciso ordine di vedute, Medea contiene, dentro di sé, quasi due figure contrastanti: una vorrebbe uccidere i figli, l'altra li vorrebbe risparmiare. Alla fine dell'opera, però, la donna appare in atteggiamento vittorioso, tanto da volare addirittura via su un carro divino.

#### Giasone
Giasone, al contrario, è un personaggio decisamente tralasciato nella tragedia, tanto da fargli ottenere la fama di seduttore che spingerà Dante a collocarlo nell'Inferno della Divina Commedia. Dimostrandosi prepotente, pare che per lui l'amore rappresenti solo un mezzo, convincendosi  di sedurre Medea con il suo linguaggio. Pagherà comunque un prezzo molto alto per il suo comportamento: la vita della promessa sposa e dei figli.

#### Altri personaggi
È interessante notare come due personaggi molto importanti all'interno dell'opera, i figli di Medea, siano sempre muti, ad eccezione di due brevi frasi pronunciate fuori scena quando si accorgono di essere in pericolo di vita. Euripide intendeva evidentemente sottolineare la loro condizione di bambini inermi e, di conseguenza, destinati a subire la sorte tragica senza poter né reagire né opporvisi. Anche la promessa sposa di Giasone, benché non appaia mai in scena, è un personaggio di non secondaria importanza, destinata a subire senza alcuna colpa una sorte atroce.
Si può insomma concludere che se in quest'opera tutti i personaggi perdono le persone care o la loro stessa vita (compresa Medea, che pur uscendo vittoriosa dalla vicenda ha sterminato la propria stessa famiglia), sono però soprattutto i più deboli ed innocenti a pagare il prezzo più alto: i figli di Medea e la sposa di Giasone, che muoiono per una vicenda nella quale non hanno avuto alcun ruolo.

### Il modello di famiglia e la contrapposizione tra culture
La tragedia contiene una forma di critica al modello familiare tradizionale in uso nella Atene del V secolo a.C. Di fronte allo sdegno ed alla disperazione di Medea per le nuove nozze del marito, infatti, Giasone contrappone motivazioni che potevano apparire sensate: la necessità di generare nuovi figli per la città,, di assicurarsi una posizione sociale adeguata e la convinzione che del resto Giasone avesse fatto già molto per Medea, portandola via dal mondo barbaro in cui viveva prima (la Colchide) e rendendole onore. Avviene un dialogo assai serrato tra i due, in cui la moglie enumera i rischi del matrimonio: " anzitutto [noi donne] dobbiamo versare una robusta dote e prendere un marito che sarà il padrone della nostra persona senza sapere se costui sarà buono o cattivo" lamentando che "separarsi dal marito è una disgrazia, ripudiarlo non si può... L'uomo quando si annoia esce con gli amici e si distrae, mentre noi siamo condannate a vedere una sola persona per tutta la vita" e concludendo amaramente con la celebre invettiva: "[gli uomini] sostengono che, mentre loro rischiano la vita in guerra, noi donne viviamo sicure in casa. Falso! Preferirei combattere tre volte in prima linea piuttosto che partorire una volta!" mentre Giasone l'accusa di essere, come tutte le donne, attaccata solo al letto e non considerare i vantaggi che le sue nozze con la figlia di Creonte porterà ai loro figli.

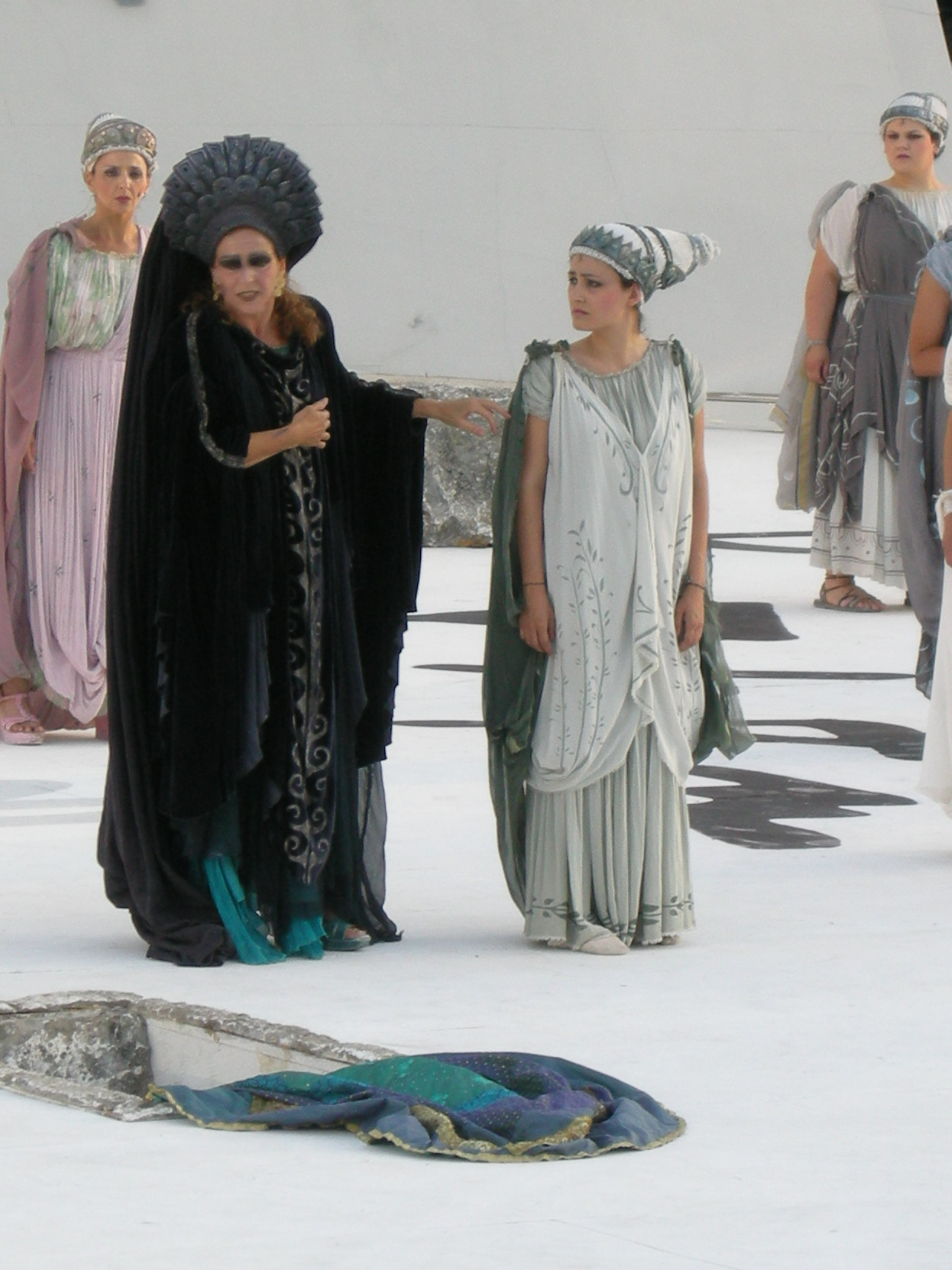
Elisabetta Pozzi interpreta Medea al Teatro Greco di Siracusa (2009)

La tragedia propone insomma uno scontro tra culture diverse, una considerata più moderna e civile (Corinto), l'altra più barbara e arretrata (la Colchide). Questa contrapposizione doveva apparire evidente dall'uso da parte di Medea della magia, forza inquietante e barbara per eccellenza, e dal fatto che la donna fosse vestita in scena con un abbigliamento di tipo orientale. In tale scontro, però, è la parte ritenuta più barbara ad uscirne vincitrice, con un messaggio finale che è in effetti un non-messaggio, privo di soluzioni.

## Variazioni sul mito

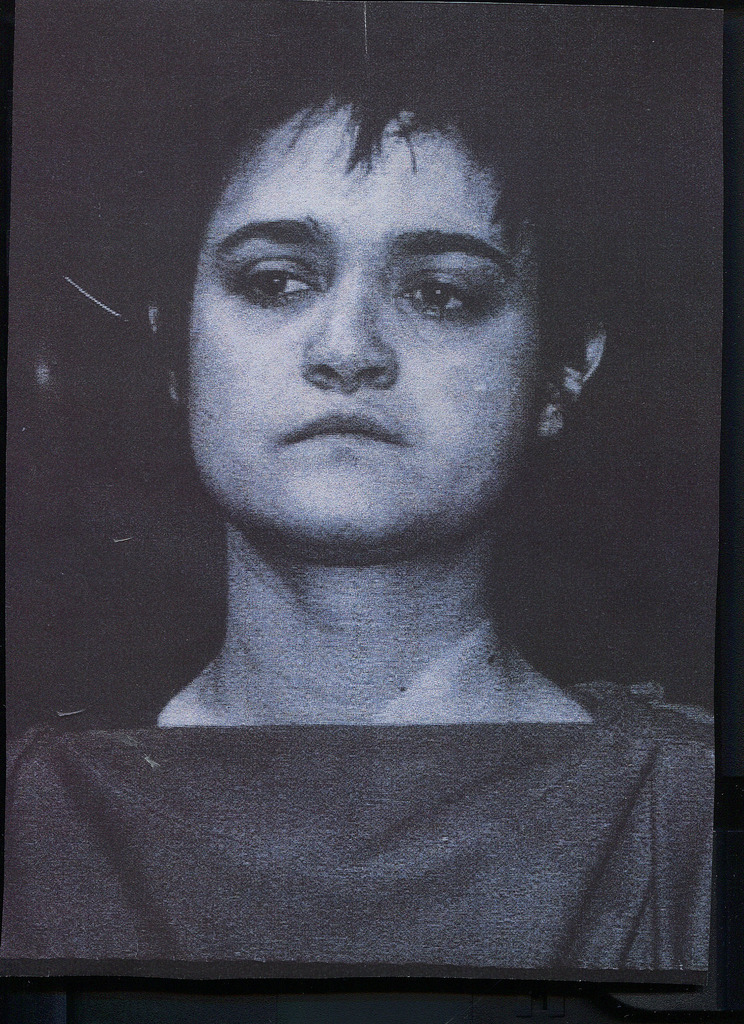
Angelique Rockas, Medea, Theatro Technis, Londra

Nel corso dei secoli molti autori si sono cimentati con il dramma di Euripide, creandone versioni che differivano più o meno ampiamente dal modello originale, a seconda del momento storico e del luogo in cui erano state scritte. Nella letteratura latina, delle numerose versioni scritte solo una è giunta integra ai nostri giorni, la Medea di Seneca. Anche Ovidio, fra il 12 a.C. e l'8 a.C., ne scrisse una versione coronata da un buon successo, ma essa è andata perduta, così come la Medea di Ennio.
Tra le opere moderne, una versione interessante è quella di Franz Grillparzer (1821), che pone maggiormente l'accento sul fato e sulle circostanze avverse che spingono la donna ad agire; mentre nel 1949 Corrado Alvaro, nella sua Lunga notte di Medea, mette in evidenza la condizione di Medea come di una donna estranea in una comunità chiusa, e di conseguenza aggredita e discriminata. Da ricordare inoltre la Medea di Jean Anouilh (1946), nonché il romanzo Medea. Voci della scrittrice tedesca Christa Wolf, in cui la situazione di Medea a Corinto viene letta come metafora dello spaesamento dei cittadini della Repubblica democratica tedesca dopo la riunificazione. A queste riletture contemporanee va aggiunta la storica Medea pasoliniana - con Maria Callas nel ruolo principale - in cui l'azione scenica viene alternata a silenzi e sguardi carichi di significati oracolari, in una versione 'antimoderna'.
A Stoccolma, nel 1975, Suzanne Osten e Per Lysander riscrissero la Medea di Euripide tra gli spazi del Teatro Unga Klara e quelli delle scuole con cui lavoravano. Ricostruirono la storia, rileggendo il testo antico, provando con gli attori, improvvisando insieme a ragazzi e bambini, mescolando la lingua realistica dei piccoli con le parole che Euripide aveva scritto per Medea. Il testo teatrale è stato pubblicato in Italia con il titolo I figli di Medea (Edizioni Primavera, 2020) nella collana di letteratura teatrale I gabbiani diretta da Federica Iacobelli.

## Adattamenti
Letteratura:

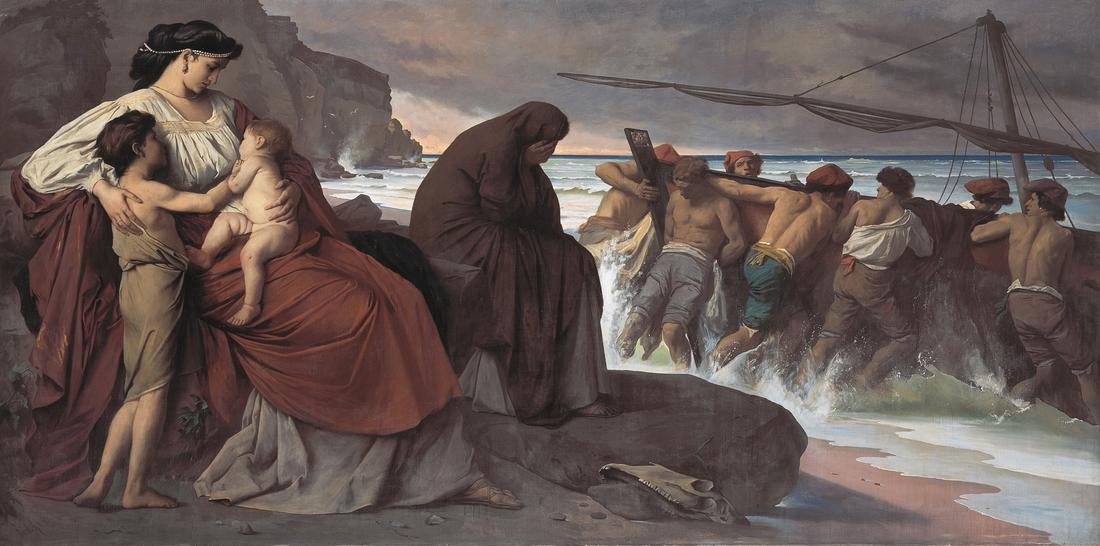
Medea e gli Argonauti (di Anselm Feuerbach, 1870)

- Medea, tragedia di Pierre Corneille
- Medea, tragedia di Lodovico Dolce
- Medea, tragedia di Ennio
- Medea, tragedia di Richard Glover
- Medea, tragedia di Ernst Legouvé
- Medea, tragedia di Bernard de Longepierre
- Medea, tragedia di Jean Bastier de La Péruse
- Medea, tragedia di Lucio Anneo Seneca
- Medea, tragedia di Robinson Jeffers
- Medea, dramma di Jean Anouilh
- Medea. Voci, romanzo di Christa Wolf (1996)
- Le argonautiche, poema di Apollonio Rodio

Musica:
- Medea, opera di Georg Benda (libretto di Friedrich Wilhelm Gotter)
- Medea, opera di Marc-Antoine Charpentier (1693)
- Medea, opera di Luigi Cherubini (1797)
- Medea, opera di Johann Naumann
- Medea, opera di Giovanni Pacini (1843)
- Medea, cantata di Jean-Philippe Rameau
- Medea, opera di Vincenzo Tommasini
- Medea, opera di Adriano Guarnieri (2002)

Cinematografia:
- Medea, film diretto da Pier Paolo Pasolini (1969)
- Medea, film diretto da Lars von Trier (1988)